# Toshima (Ōshima)
Toshima (利島村, Toshima-mura) és un poble i municipi de la subprefectura d'Ōshima, a Tòquio, Japó. El poble viu del turisme estacional, l'artesania, la pesca i l'agricultura de subsistència.

## Geografia
El municipi de Toshima ocupa tota l'extensió de l'illa homònima, a l'arxipèleg d'Izu, situat a la mar de les Filipines. El municipi i l'illa per extensió, forma part del territori de Tòquio. Tot el municipi forma part del parc nacional de Fuji-Hakone-Izu.

## Història
El poble de Toshima va ser fundat l'1 d'octubre de 1923 i l'any 1926 passà a formar part de la subprefectura d'Ōshima.

## Demografia
| 1920 | 1930 | 1940 | 1950 | 1960 | 1970 | 1980 |
| ---- | ---- | ---- | ---- | ---- | ---- | ---- |
| 305  | 325  | 321  | 386  | 354  | 251  | 278  |
| 1990 | 2000 | 2010 | 2020 | 2030 | 2040 | 2050 |
| 315  | 302  | 341  | 332  | -    | -    | -    |

## Transport

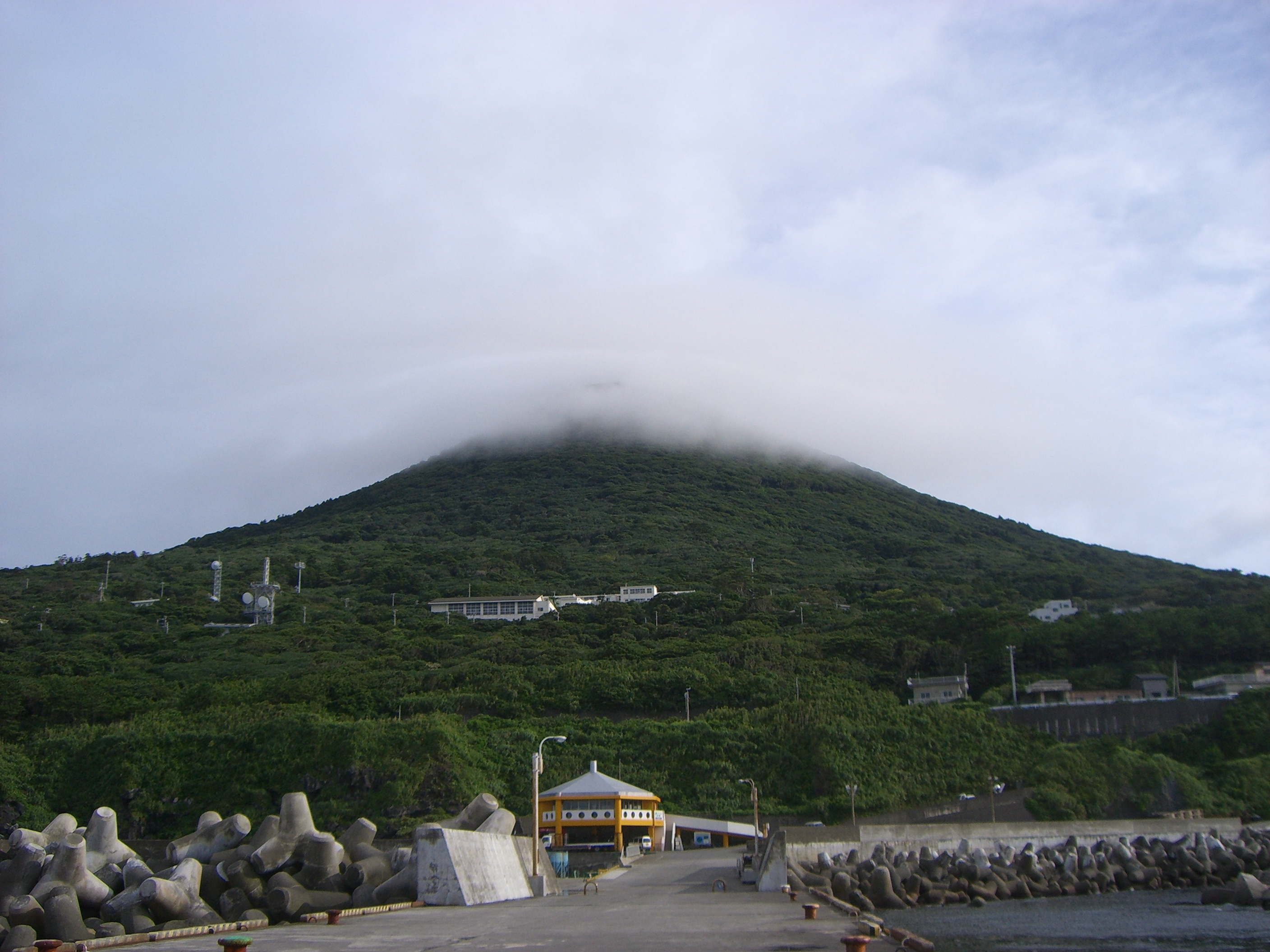
Port de Toshima

### Aire
- Heliport de Toshima.

### Mar
- Tōkai Kisen
  - Tòquio - Ōshima - Niijima - illa de Shikine - Kôzushima
- Shinshin Kisen
  - Shimoda - Niijima - Illa de Shikine - Kôzushima

### Carretera
- Metropolitana 228